# Avenue du Général-Gallieni (Bondy)
Pour les articles homonymes, voir Avenue du Général-Gallieni.
Ne doit pas être confondu avec Rue du Général-Gallieni.
L'avenue du Général-Gallieni, est un important axe de communication de Bondy,.

## Situation et accès

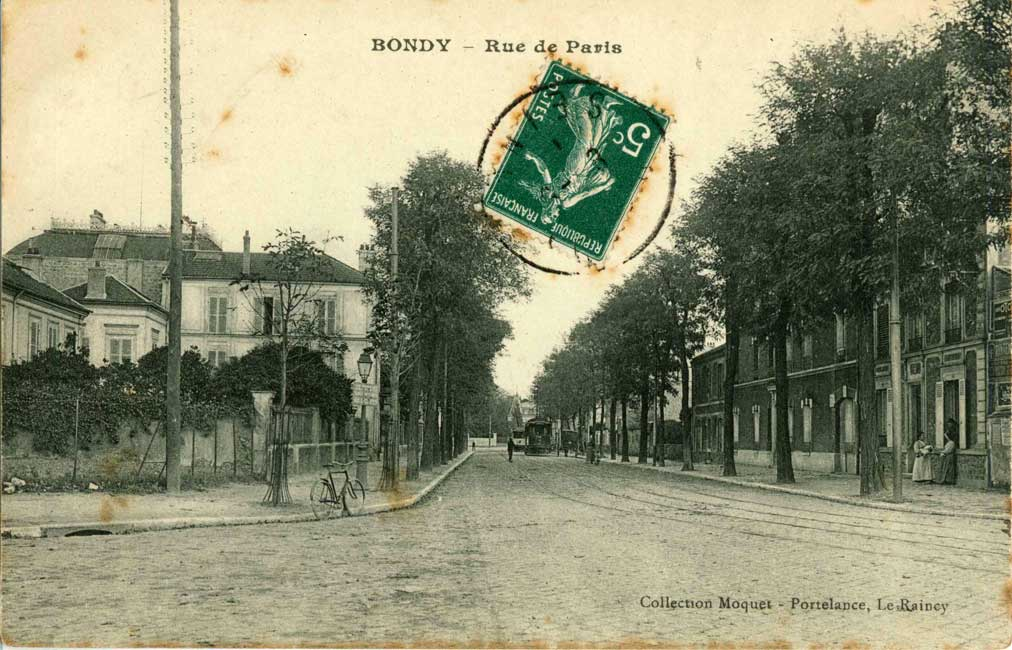
Bondy, l'avenue de Paris vers 1900.

Elle suit le parcours de l'ex-route nationale 3 actuellement la route départementale D933, en longeant le canal de l'Ourcq.
Elle rencontre notamment la rue Gâtine et la rue Auguste-Polissard, qui mène au pont d'Aulnay.
Elle traverse ensuite le carrefour de l'avenue Pasteur et de l'avenue de Verdun, pour se terminer dans le prolongement de l'avenue Aristide-Briand aux Pavillons-sous-Bois.

## Origine du nom

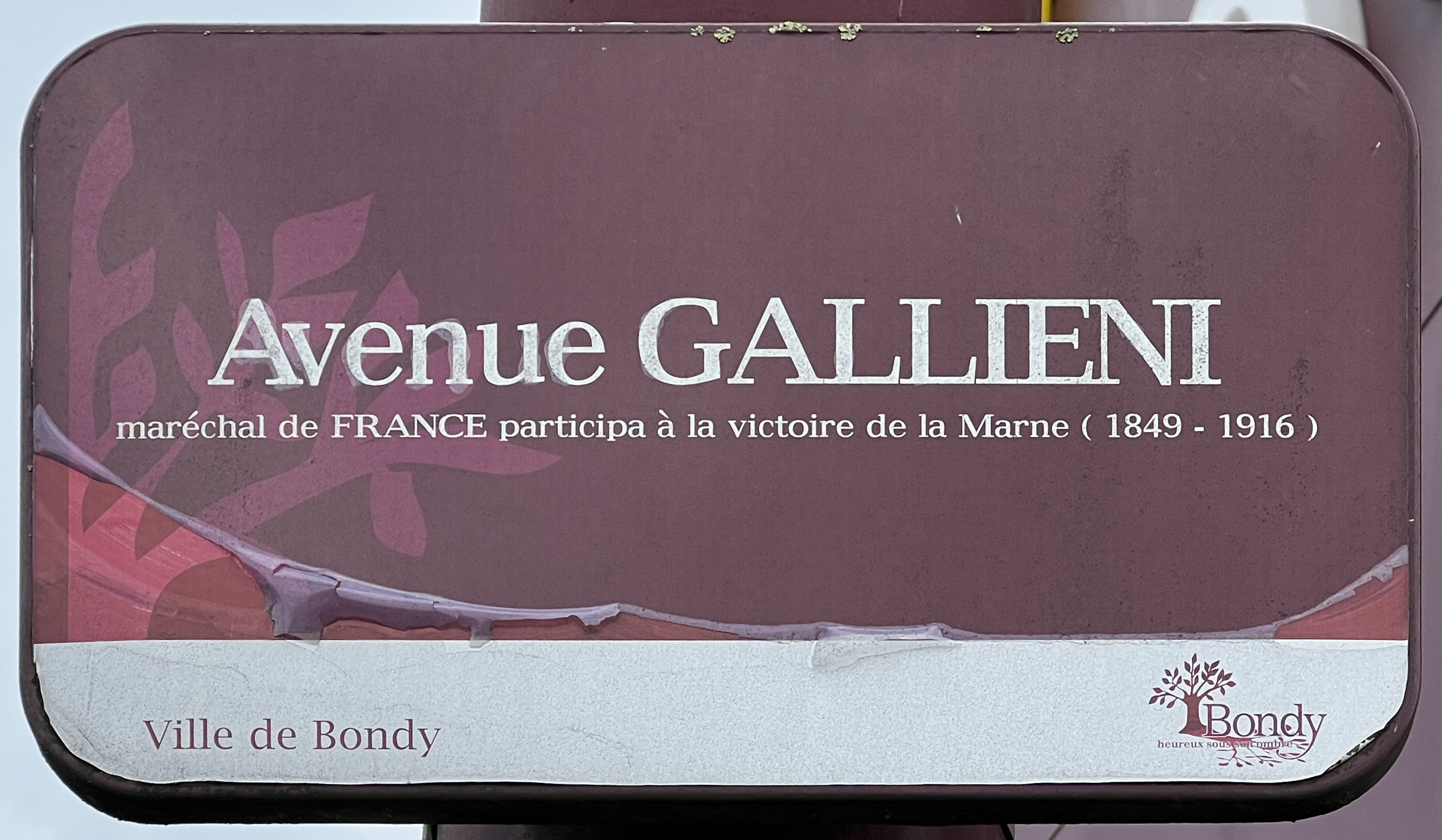
Plaque de l'avenue.

Elle est nommée ainsi en hommage à Joseph Gallieni, militaire français.

## Historique
L’avenue du Général-Gallieni suit probablement le tracé d’une voie antique.
L'abbé Maurice Baurit rapporte en 1961 que, vers le no 5 de l'avenue, c'est-à-dire à peu près sous le viaduc de l'autoroute, des fouilles archéologiques menées en 1884 mirent au jour des pièces de monnaie et des sépultures gallo-romaines,. En 1965, l'archéologue Gilbert Delahaye signale au même endroit la découverte d'ossements humains. Il pourrait s'agir du cimetière de l'ancienne maladrerie de la Madeleine, dite La Madeleine-lez-Bondie, située à trois-cents mètres à l'ouest.

## Bâtiments remarquables et lieux de mémoire

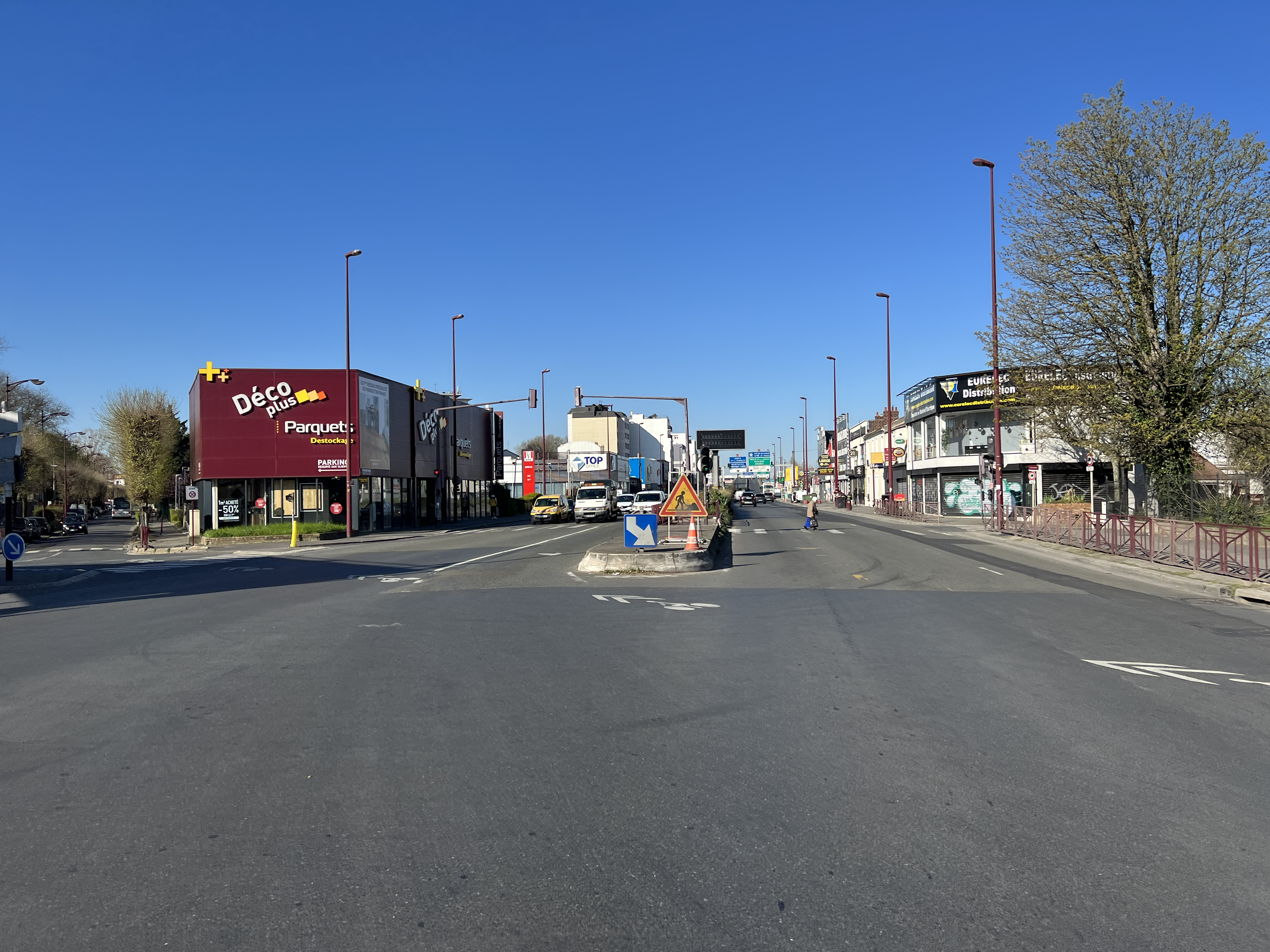
L'avenue en avril 2022.

- Hôpital Jean-Verdier, de l'autre côté du canal de l'Ourcq, rejoint par la rue des Écoles.
- Un peu à l'ouest de la A3, sur l'ancien chemin de Bondy à Bobigny, emplacement de la maladrerie, fondée en 1216[7]. Une chapelle lui fut adjointe[8]. Encore attestée en 1269, la léproserie semble être en ruine en 1351, d'après Jean de Villescoublain, délégué de l'évêque de Paris pour visiter les maladreries du diocèse[9]. La chapelle est elle-même ruinée au milieu du XVIIe siècle, et réunie en 1646 à l'église de Bondy.